# Chỉ vì yêu em
Puer Tur (tên tiếng Thái: เพื่อเธอ, tên tiếng Việt: Chỉ vì yêu em) là phim truyền hình Thái Lan phát sóng vào năm 2016. Phim phát sóng trên đài OneHD 31 Thái Lan từ ngày 13 tháng 01 năm 2016. Phim với sự tham gia của Puttichai Kasetsin và Esther Supreeleela.

## Nội dung
Phim kể về cuộc đời đầy nước mắt của chàng trai hiền lành Chanon (Push). Là trụ cột trong gia đình, anh luôn chăm chỉ làm việc để trang trải cuộc sống, nuôi em gái và mẹ hiền. Cuối cùng công sức của Chanon đã được đền đáp khi sếp lớn quyết định bổ nhiệm anh lên làm quản lý.
Trong buổi tiệc sinh nhật cấp trên, Chanon được giới thiệu làm quen với Antika (Esther), con gái của ông chủ, có xuất thân hoàn toàn khác biệt với anh. Yêu nhau say đắm từ cái nhìn đầu tiên, hai người quyết định tiến đến hôn nhân. Ngay trong ngày đám cưới với Antika, Chanon bất ngờ bị bắt. Anh trở thành nạn nhân của một âm mưu ngầm khi bị kết án 5 năm tù giam thay cho kẻ phạm tội thật sự, cũng chính là anh họ của tiểu thư Antika.
Ra tù, Chanon chối bỏ tình yêu vì cho rằng bản thân không xứng đáng, không muốn người con gái đó phải chịu khổ. Anh lang bạt nay đây mai đó với cái danh tội phạm 5 năm tù và liên tục chịu nhiều ủy khuất. Kết thúc bộ phim, âm mưu đen tối được phơi bày, Chanon trở về với Antika sau khi mất đi 3 người thân yêu nhất là mẹ, em gái và người em gái vẫn luôn yêu anh đơn phương.

## Diễn viên
- Puttichai Kasetsin as Chanon "Norn" Thammapitak
- Esther Supreeleela as Anntika/Ann Asawotaewinth
- Nat Thephussadin Na Ayutthaya as Athireth Thirametha
- Keerati Mahapreukpong as Dao Thammapitak
- Hathaiphat Smathvithayavech as Chompunuch "Chom" Thammapitak
- Santisuk Promsiri as Prapas Asawotaewinth
- Ornanong Panyawong as Darunee Thammapitak
- Satawat Donlayawijid as Surakit
- Surawut Maikun as Phirak
- Dew Alongkorn as ใหญ่
- Pongphan Petchbuntoon as Palit
- Warapairin Laphatsanitirot as Cittari
- Pimjira Jaroenlak as Methinee
- Wisan Chatrangsikul as ลุงเปี๊ยก
- Wichai Prommajan as น้าต๋อง
- Kunakorn Kirdpan as ปราโมทย์
- Rattanaballang Tohssawat as ถวิล บุญวงศ์ (หวิน)
- Penpeth Penkul as พ.ต.ต.ยุทธชัย สิทธิศักดิ์
- ธิติพันธ์ สุริยาวิชญ์ as Rak
- Rachanee Siralert as Siriluck
- Tatphong Phongtat as ปุรินทร์
- Klos Utthaseri as น้าชื่น
- Pornphan Rerkatakarn as Ratlada Thanakit
- Thanapath Si-Ngamrath as ท่านวันชาติ ธนากิจ
- วัชรชัย สุนทรศิริ as พัสนี
- Sattawat Doonwichit
- Surawut Maikun as Character Name
- Arucha Tosawat as Character Name

## Ca khúc nhạc phim
- เพื่อเธอ / Puer Tur (For You)  - Napat Injaiuea
- คนที่ไม่คู่ควร / Kon Tee Mai Koo Kuan (Unsuitable Person) - Napat Injaiuea